# Славко Вранеш
Славко Вранеш (серб. Славко Вранеш, 30 січня 1983, м. Плєвля) — чорногорський баскетболіст, центровий. Був обраний на Драфті НБА 2003 року клубом «Нью-Йорк Нікс» під 39-м номером. Вранеша вважають одним із трьох найвищих баскетболістів за всю історію НБА.
Був гравцем національної збірної Чорногорії. 

## Кар'єра гравця
Починав свою кар'єру в сербському клубі «Железник» у 1997 році. В юніорському віці перейшов до турецького клубу «Тофаш», в якому виступав один сезон 2000/01. Ще один сезон (2001/02) провів у складі іншого турецького клубу «Ефес Пілсен», повернувшись до Чорногорії в 2002 виступав за «Будучност».
Після обрання його під 39-м номером у Драфті НБА 2003 року клубом «Нью-Йорк Нікс», до грудня 2003 виступав за столичний клуб після чого був відрахований з клубу. Не закріпився Славко і в іншому клубі НБА «Портленд Трейл-Блейзерс» провівши в його складі лише один матч.
З 2004 по 2007 виступав за «Будучност», також три сезони провів у складі сербського клубу «Партизан». 
2010 приєднався до російського «УНІКСу».
З 2011 виступає за іранські клуби (двічі за цей час встиг пограти за сербський «Металац») «Петрохімі Бандар Імам», «Зоб Ахан» та на даний час грає за «Аяндез Сазан Тегеран».